# Indice della libertà economica

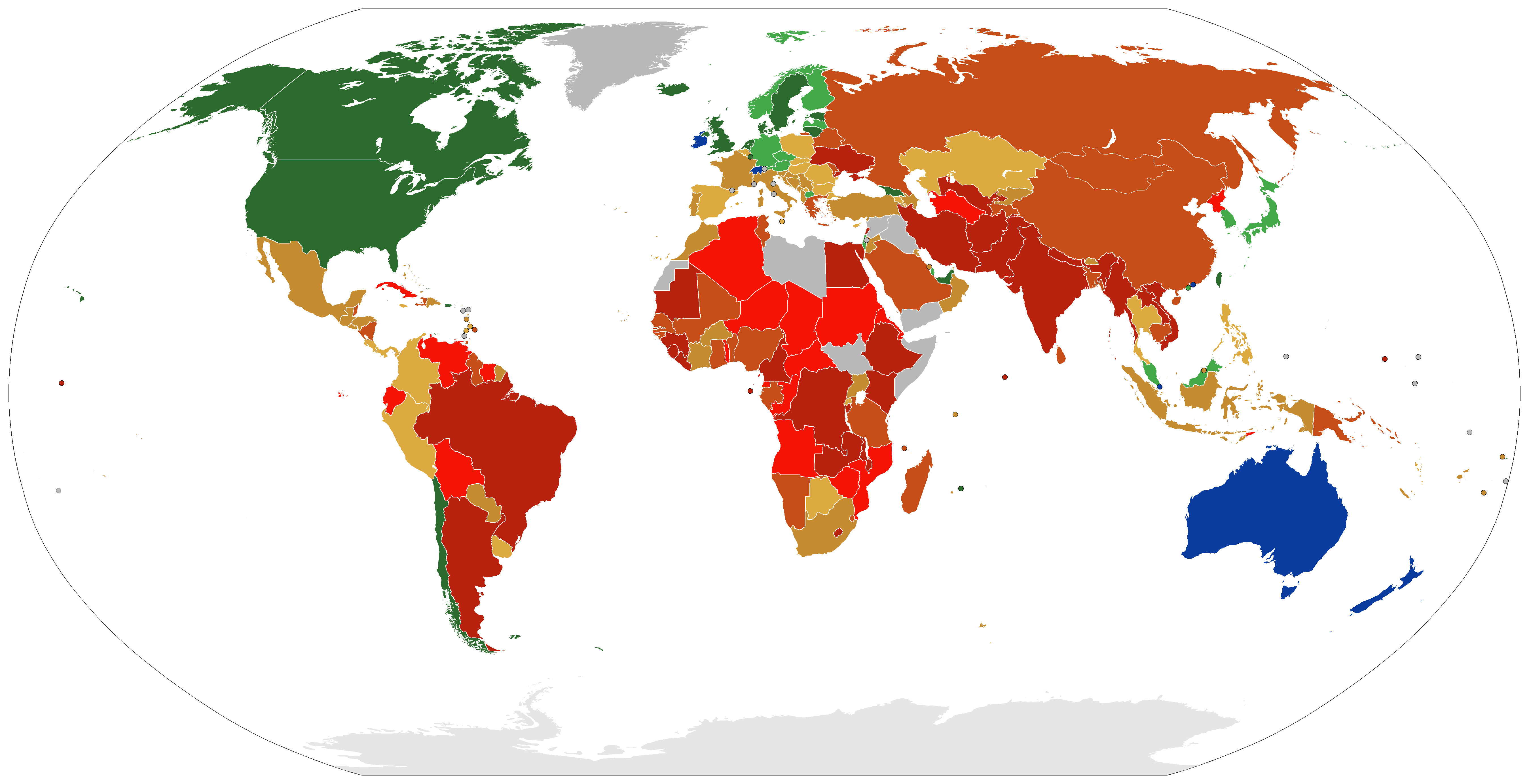
Mappa della libertà economica nel 2018

L'Indice della libertà economica  è un indice che individua dieci diversi tipi di misurazioni utili per capire il grado di libertà economica di uno Stato. È stato creato nel 1995 da The Wall Street Journal.
Altro noto indice di libertà economica è l'indice di libertà economica nel mondo pubblicato annualmente dal think tank canadese Fraser Institute.
Sia questo indice che quello del Fraser Institute mostrano la tendenza dei Paesi classificati come più liberi economicamente ad avere redditi pro capite più elevati, una felicità media maggiore, un reddito più elevato del 10% della popolazione più povera, una maggiore aspettativa di vita, una maggiore alfabetizzazione, una minore mortalità infantile, un maggiore accesso alle fonti d'acqua e una minore corruzione. 

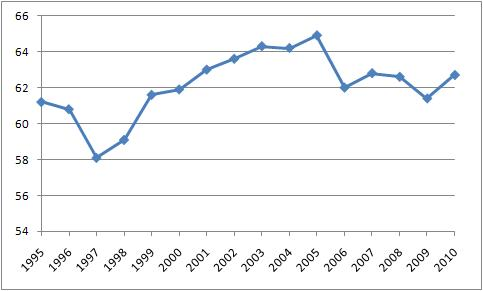
Andamento dell'Indice di libertà economica dell'Italia (1995-2010).
Per le singole voci vedi questa pagina.

Membri della Banca Mondiale hanno utilizzato l'Indice di libertà economica per stabilire il clima più o meno a favore di investimenti nei vari Paesi del mondo. Sono state rivolte diverse critiche: riguardo ai criteri utilizzati; sulla relazione tra libertà economica e crescita economica.
Hong Kong ha occupato la prima posizione per 25 anni, nel 2020 al primo posto si è classificata invece Singapore. 
Lo Stato più libero economicamente d'Europa risulta essere la Svizzera, all'interno dell'Unione europea l'Irlanda. La libertà economica dell'Italia è tra le più basse d'Europa (al 2020, 37° su 45 Stati europei) e terzultima tra gli Stati membri dell'UE. In particolare, l'Italia ottiene risultati migliori in termini di libertà di commercio, libertà monetaria e libertà d'investimento, ed i risultati peggiori per quanto riguarda la libertà finanziaria (dove totalizza 50, risultando sulla soglia dei Paesi definiti "repressi" dall'indice), la libertà del mercato del lavoro, l'efficacia giudiziaria e l'incidenza fiscale.

## Metodologia[12]
I dieci valori utilizzati per determinare l'indice vengono generalmente usati anche da organizzazioni internazionali quali la Banca Mondiale e il Fondo Monetario Internazionale, e sono:
- Business Freedom (Libertà imprenditoriale)
- Trade Freedom (Libertà di mercato)
- Monetary Freedom (Libertà monetaria)
- Government Size/Spending (Livello delle spese governative in percentuale del PIL)
- Fiscal Freedom (Libertà fiscale)
- Property Rights (Diritti di proprietà)
- Investment Freedom (Libertà di investimento)
- Financial Freedom (Libertà finanziaria)
- Freedom from Corruption (Libertà dalla corruzione)
- Labor Freedom (Libertà del mercato del lavoro), dal 2005

## Classifica (2020)[10]
| Stato                            | Punteggio |
| -------------------------------- | --------- |
| Liberi (80-100)                  |           |
| Singapore                        | 89.4      |
| Hong Kong                        | 89.1      |
| Nuova Zelanda                    | 84.1      |
| Australia                        | 82.6      |
| Svizzera                         | 82.0      |
| Irlanda                          | 80.9      |
| Per lo più liberi (70-80)        |           |
| Regno Unito                      | 79.3      |
| Danimarca                        | 78.3      |
| Canada                           | 78.2      |
| Estonia                          | 77.7      |
| Taiwan                           | 77.1      |
| Georgia                          | 77.1      |
| Islanda                          | 77.1      |
| Paesi Bassi                      | 77.0      |
| Cile                             | 76.8      |
| Lituania                         | 76.7      |
| Stati Uniti                      | 76.6      |
| Emirati Arabi Uniti              | 76.2      |
| Lussemburgo                      | 75.8      |
| Finlandia                        | 75.7      |
| Mauritius                        | 74.9      |
| Svezia                           | 74.9      |
| Repubblica Ceca                  | 74.8      |
| Malesia                          | 74.7      |
| Corea del Sud                    | 74.0      |
| Israele                          | 74.0      |
| Germania                         | 73.5      |
| Norvegia                         | 73.4      |
| Austria                          | 73.3      |
| Giappone                         | 73.3      |
| Qatar                            | 72.3      |
| Lettonia                         | 71.9      |
| Ruanda                           | 70.9      |
| Armenia                          | 70.6      |
| Macao                            | 70.3      |
| Bulgaria                         | 70.2      |
| Cipro                            | 70.1      |
| Moderatamente liberi (60-70)     |           |
| Romania                          | 69.7      |
| Kazakistan                       | 69.6      |
| Botswana                         | 69.6      |
| Macedonia del Nord               | 69.5      |
| Malta                            | 69.5      |
| Thailandia                       | 69.4      |
| Azerbaigian                      | 69.3      |
| Colombia                         | 69.2      |
| Polonia                          | 69.1      |
| Uruguay                          | 69.1      |
| Belgio                           | 68.9      |
| Giamaica                         | 68.5      |
| Saint Lucia                      | 68.2      |
| Perù                             | 67.9      |
| Slovenia                         | 67.8      |
| Kosovo                           | 67.4      |
| Indonesia                        | 67.2      |
| Panama                           | 67.2      |
| Portogallo                       | 67.0      |
| Albania                          | 66.9      |
| Spagna                           | 66.8      |
| Saint Vincent e Grenadine        | 66.8      |
| Slovacchia                       | 66.8      |
| Brunei                           | 66.6      |
| Ungheria                         | 66.4      |
| Bahrein                          | 66.3      |
| Francia                          | 66.0      |
| Serbia                           | 66.0      |
| Giordania                        | 66.0      |
| Messico                          | 66.0      |
| Costa Rica                       | 65.8      |
| Bahamas                          | 64.5      |
| Filippine                        | 64.5      |
| Turchia                          | 64.4      |
| Seychelles                       | 64.3      |
| Guatemala                        | 64.0      |
| Italia                           | 63.8      |
| Oman                             | 63.6      |
| Capo Verde                       | 63.6      |
| Figi                             | 63.4      |
| Marocco                          | 63.3      |
| Kuwait                           | 63.2      |
| Paraguay                         | 63.0      |
| Kirghizistan                     | 62.9      |
| Bosnia ed Erzegovina             | 62.6      |
| Arabia Saudita                   | 62.4      |
| Croazia                          | 62.2      |
| Bhutan                           | 62.1      |
| Samoa                            | 62.1      |
| Moldavia                         | 62.0      |
| Bielorussia                      | 61.7      |
| Tanzania                         | 61.7      |
| El Salvador                      | 61.6      |
| Montenegro                       | 61.5      |
| Barbados                         | 61.4      |
| Honduras                         | 61.1      |
| Russia                           | 61.0      |
| Repubblica Dominicana            | 60.9      |
| Namibia                          | 60.9      |
| Dominica                         | 60.8      |
| Vanuatu                          | 60.7      |
| Madagascar                       | 60.5      |
| Per lo più non liberi (50-59)    |           |
| Grecia                           | 59.9      |
| Costa d'Avorio                   | 59.7      |
| Uganda                           | 59.5      |
| Cina                             | 59.5      |
| Ghana                            | 59.4      |
| Vietnam                          | 58.8      |
| Sudafrica                        | 58.8      |
| Tonga                            | 58.8      |
| Papua Nuova Guinea               | 58.4      |
| Trinidad e Tobago                | 58.3      |
| Senegal                          | 58.0      |
| Belize                           | 57.4      |
| Sri Lanka                        | 57.4      |
| Cambogia                         | 57.3      |
| Uzbekistan                       | 57.2      |
| Nicaragua                        | 57.2      |
| Nigeria                          | 57.2      |
| Burkina Faso                     | 56.7      |
| Gabon                            | 56.7      |
| Maldive                          | 56.5      |
| India                            | 56.5      |
| Guinea                           | 56.5      |
| Bangladesh                       | 56.4      |
| Gambia                           | 56.3      |
| Guyana                           | 56.2      |
| São Tomé e Príncipe              | 56.2      |
| Mali                             | 55.9      |
| Mongolia                         | 55.9      |
| Tunisia                          | 55.8      |
| Laos                             | 55.5      |
| Mauritania                       | 55.3      |
| Eswatini                         | 55.3      |
| Kenya                            | 55.3      |
| Benin                            | 55.2      |
| Ucraina                          | 54.9      |
| Pakistan                         | 54.8      |
| Afghanistan                      | 54.7      |
| Niger                            | 54.7      |
| Lesotho                          | 54.5      |
| Nepal                            | 54.2      |
| Togo                             | 54.1      |
| Myanmar                          | 54.0      |
| Egitto                           | 54.0      |
| Comore                           | 53.7      |
| Brasile                          | 53.7      |
| Camerun                          | 53.6      |
| Etiopia                          | 53.6      |
| Zambia                           | 53.5      |
| Guinea-Bissau                    | 53.3      |
| Argentina                        | 53.1      |
| Isole Salomone                   | 52.9      |
| Gibuti                           | 52.9      |
| Malawi                           | 52.8      |
| Haiti                            | 52.3      |
| Angola                           | 52.2      |
| Tagikistan                       | 52.2      |
| Micronesia                       | 52.0      |
| Libano                           | 51.7      |
| Ecuador                          | 51.3      |
| Repubblica Centrafricana         | 50.7      |
| Mozambico                        | 50.5      |
| Ciad                             | 50.2      |
| Repressi (0-50)                  |           |
| Repubblica Democratica del Congo | 49.5      |
| Suriname                         | 49.5      |
| Iran                             | 49.2      |
| Liberia                          | 49.0      |
| Burundi                          | 49.0      |
| Guinea Equatoriale               | 48.3      |
| Sierra Leone                     | 48.0      |
| Algeria                          | 46.9      |
| Turkmenistan                     | 46.5      |
| Timor Est                        | 45.9      |
| Kiribati                         | 45.2      |
| Sudan                            | 45.0      |
| Zimbabwe                         | 43.1      |
| Bolivia                          | 42.8      |
| Repubblica del Congo             | 41.8      |
| Eritrea                          | 38.5      |
| Cuba                             | 26.9      |
| Venezuela                        | 25.2      |
| Corea del Nord                   | 4.2       |

### Non classificati
- Andorra

- Antigua e Barbuda
- Città del Vaticano
- Grenada
- Iraq
- Isole Marshall
- Libia
- Liechtenstein
- Monaco
- Nauru
- Palau
- Saint Kitts e Nevis
- San Marino
- Somalia
- Sudan del Sud
- Siria
- Tuvalu

## Progressione quinquennale (1995-2010)
| Pos. 2010 | Paese         | 2010 | 2005 | 2000 | 1995 |
| --------- | ------------- | ---- | ---- | ---- | ---- |
| 1         | Hong Kong     | 89,7 | 89,5 | 89,5 | 88,6 |
| 2         | Singapore     | 86,1 | 88,6 | 87,7 | 86,3 |
| 3         | Australia     | 82,6 | 79,0 | 77,1 | 74,1 |
| 4         | Tunisia       | 82,1 | 82,3 | 80,9 | N.D. |
| 5         | Irlanda       | 81,3 | 80,8 | 76,1 | 68,5 |
| 6         | Svizzera      | 81,1 | 79,3 | 76,8 | N.D  |
| 7         | Canada        | 80,4 | 75,8 | 70,5 | 69,4 |
| 8         | Stati Uniti   | 78,0 | 79,9 | 76,4 | 76,7 |
| 9         | Danimarca     | 77,9 | 75,3 | 68,3 | N.D. |
| 10        | Cile          | 77,2 | 77,8 | 74,7 | 71,2 |
| 11        | Regno Unito   | 76,5 | 79,2 | 77,3 | 77,9 |
| 12        | Mauritius     | 76,3 | 67,2 | 67,2 | N.D. |
| 13        | Bahrein       | 76,3 | 71,2 | 75,7 | 76,2 |
| 14        | Lussemburgo   | 75,4 | 76,3 | 76,4 | N.D. |
| 15        | Paesi Bassi   | 75,0 | 72,9 | 70,4 | N.D. |
| 16        | Estonia       | 74,7 | 75,2 | 69,9 | 65,2 |
| 17        | Finlandia     | 73,8 | 71,0 | 64,3 | N.D. |
| 18        | Islanda       | 73,7 | 76,6 | 74,0 | N.D. |
| 19        | Giappone      | 72,9 | 67,3 | 70,7 | 75,0 |
| 20        | Macao         | 72,5 | N.D. | N.D. | N.D. |
| 21        | Svezia        | 72,4 | 69,8 | 65,1 | 61,4 |
| 22        | Austria       | 71,6 | 68,8 | 68,4 | 70,0 |
| 23        | Germania      | 71,1 | 68,1 | 65,7 | 69,8 |
| 24        | Cipro         | 70,9 | 71,9 | 67,2 | N.D. |
| 25        | Saint Lucia   | 70,5 | N.D. | N.D. | N.D. |
| 26        | Georgia       | 70,4 | 57,1 | 54,3 | N.D. |
| 27        | Taiwan        | 70,4 | 71,3 | 72,5 | 74,2 |
| 28        | Botswana      | 70,3 | 69,3 | 65,8 | 56,8 |
| 29        | Lituania      | 70,3 | 70,5 | 61,9 | N.D. |
| 30        | Belgio        | 70,1 | 69,0 | 63,5 | N.D. |
| 31        | Corea del Sud | 69,9 | 66,4 | 69,7 | 72,0 |
| 32        | El Salvador   | 69,9 | 71,5 | 76,3 | 69,1 |
| 33        | Uruguay       | 69,8 | 66,9 | 69,3 | 62,5 |
| 34        | Rep. Ceca     | 69,8 | 64,6 | 68,6 | 67,8 |
| 35        | Slovacchia    | 69,7 | 66,8 | 53,8 | 60,4 |
| 36        | Spagna        | 69,6 | 67,0 | 65,9 | 62,8 |
| 37        | Norvegia      | 69,4 | 64,5 | 70,1 | N.D. |
| 38        | Armenia       | 69,2 | 69,8 | 63,0 | N.D. |
| 39        | Qatar         | 69,0 | 63,5 | 62,0 | N.D. |
| 40        | Barbados      | 68,3 | 70,1 | 69,5 | N.D. |